# Hrvatski malonogometni kup 2013./14.
Hrvatski malonogometni kup za sezonu 2013./14. je osvojio Split Tommy.

## Rezultati

### Osmina završnice
| klub1                  | rez.      | klub2                |
| ---------------------- | --------- | -------------------- |
| Petrinjčica (Petrinja) | 2:4, 4:4  | Square (Dubrovnik)   |
| Gorovo (Opatija)       | 0:4, 2:6  | Nacional (Zagreb)    |
| Osijek Kelme           | 5:1, 4:2  | Porto Tolero (Ploče) |
| Našice                 | 1:8, 0:11 | Split Tommy          |
| Alumnus (Zagreb)       | 6:3, 7:4  | Kijevo (Knin)        |
| Murter                 | 4:2, 4:1  | Uspinjača (Zagreb)   |
| Grobnik (Čavle)        | 5:0, 5:4  | Potpićan 98 ABS      |
| Vrgorac GTP            | 1:0, 4:5  | Mejaši (Split)       |

### Zvršni turnir
Igran kao Final Eight turnir od 11. do 13. travnja 2014. u Dubrovniku u dvorani Gospino polje.
| klub1              | rez.            | klub2              |
| četvrtzavršnica    | četvrtzavršnica | četvrtzavršnica    |
| ------------------ | --------------- | ------------------ |
| Nacional (Zagreb)  | 2:1             | Murter             |
| Split Tommy        | 4:3             | Alumnus (Zagreb)   |
| Square (Dubrovnik) | 5:1             | Grobnik (Čavle)    |
| Osijek Kelme       | 4:0             | Vrgorac GTP        |
|                    |                 |                    |
| poluzavršnica      |                 |                    |
| Split Tommy        | 3:2             | Osijek Kelme       |
| Nacional Zagreb    | 3:3 (1:4 pen)   | Square (Dubrovnik) |
|                    |                 |                    |
| završnica          |                 |                    |
| Split Tommy        | 4:2             | Square (Dubrovnik) |